# Oocyt

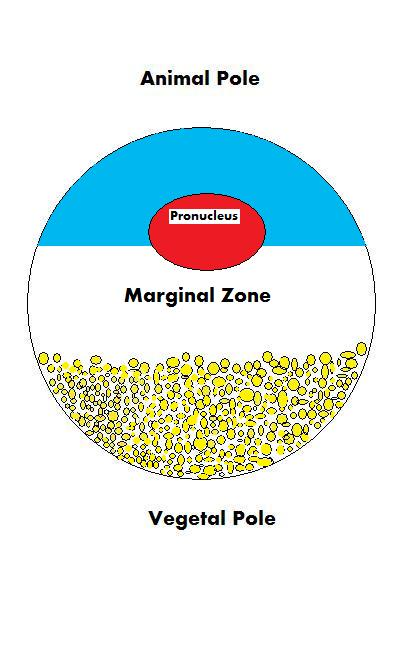
Schematyczne przedstawienie oocytu wraz z jego biegunami: animalnym oraz wegetatywnym

Oocyt, owocyt – komórka dająca początek komórce jajowej oraz towarzyszącym jej ciałkom kierunkowym, jedno ze stadiów oogenezy.
Oocyt I rzędu powstaje z oogonium w wyniku zapoczątkowanego podziału mejotycznego, który nie przekracza stadium profazy I.
Oocyt II rzędu powstaje z oocytu I rzędu w wyniku dalszego podziału mejotycznego. W pierwszym podziale mejotycznym (zwanym redukcyjnym) następuje redukcja ilości materiału genetycznego, lecz podział nie jest w pełni ukończony. Jego dokończenie następuje po zapłodnieniu komórki jajowej przez plemnik.